# 그린월

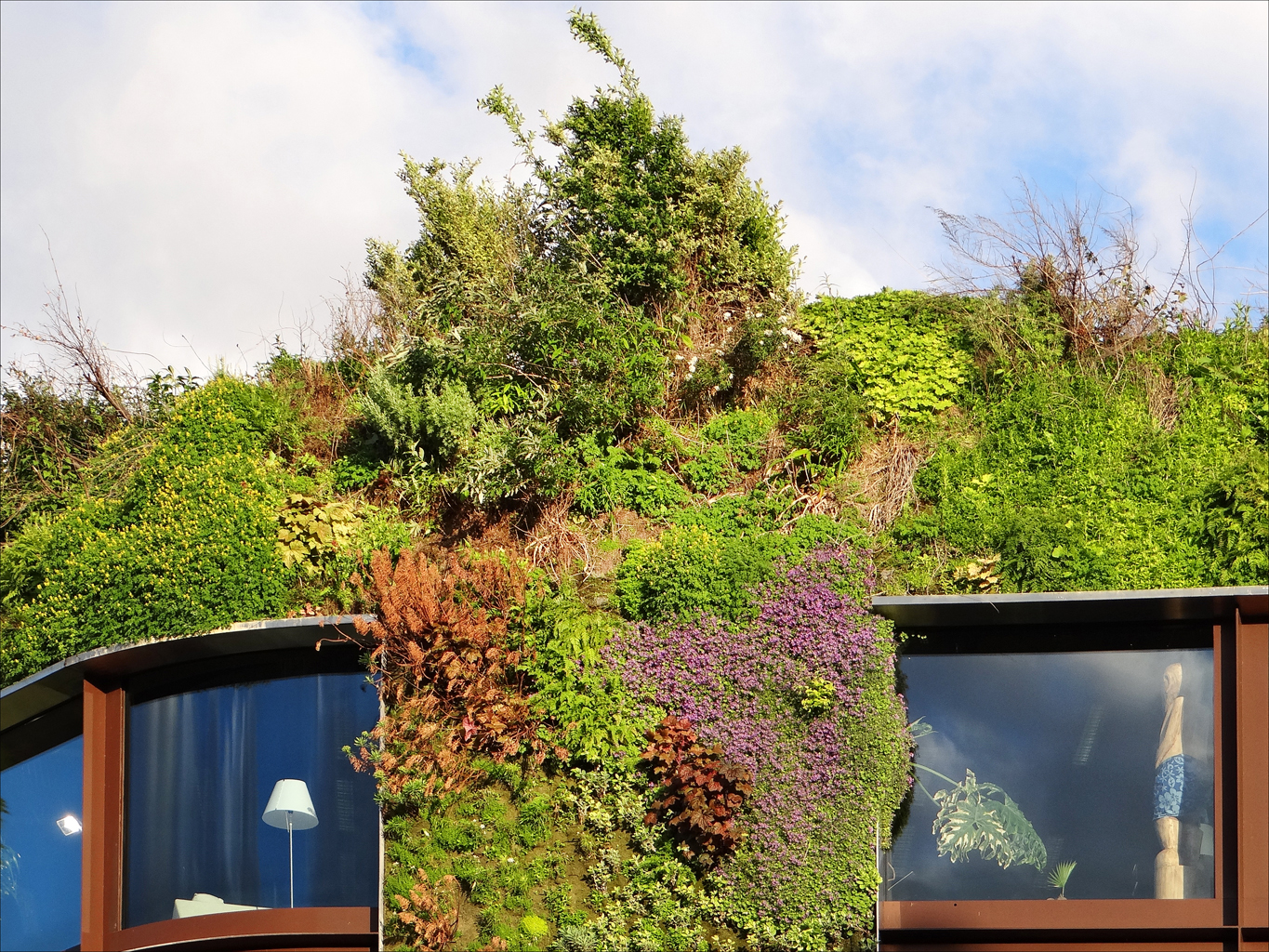

그린월(green wall)은 의도적으로 초목으로 덮인 수직 건축 구조물이다. 그린월에는 토양, 대체 기질 또는 수경재배 펠트와 같은 수직으로 적용되는 성장 배지가 포함된다. 통합된 수화 및 관수 전달 시스템도 포함된다. 살아있는 벽 또는 수직 정원이라고도 하며 많은 유익한 생태계 서비스 제공과 널리 연관되어 있다.
그린월은 호스트 벽의 수직면에 성장 매개체가 지원되는 반면, 녹색 정면(facade)은 바닥에만 성장 매개체가 있다는 점에서 '녹색 외관'의 보다 확립된 수직 녹화 유형과 다르다. 녹색 외관은 일반적으로 호스트 벽의 수직면 위로 올라가는 덩굴 식물을 지원하는 반면 그린월은 다양한 식물 종을 수용할 수 있다. 그린월은 실내 또는 실외에 이식될 수 있다. 독립형으로 설치하거나, 기존 호스트 벽에 부착하거나, 다양한 크기로 적용된다.
1922년부터 1959년까지 일리노이 대학의 조경학 교수였던 스탠리 하트 화이트(Stanley Hart White)는 1938년에 '식물을 포함하는 건축 구조 및 시스템'에 대한 특허를 얻었지만 그의 발명은 일리노이주 어바나에 있는 그의 뒷마당에서 프로토타입 이상으로 발전하지 못했다. 그린월의 대중화는 종종 열대림 덤불을 전문으로 하는 프랑스 식물학자인 패트릭 블랑(Patrick Blanc)에 의해 이루어졌다. 그는 건축가 아드리앙 파인실버(Adrien Fainsilber) 및 엔지니어 피터 라이스(Peter Rice)와 협력하여 1986년 파리의 과학산업박물관(Cité des Sciences et de l'Industrie)에서 최초의 성공적인 대형 실내 그린월인 "Mur Vegetal"을 구현했으며 그 이후로 수많은 건물의 설계 및 구현에 참여했다. 주목할만한 설치물로는 건축가 장 누벨과 협력한 "Musée du quai Branly" 등이 있다.
그린월은 최근 인기가 급증했다. 예를 들어, greenroof.com에서 제공하는 온라인 데이터베이스는 2009년 이후에 건설된 것으로 나열된 61개의 대규모 야외 그린월 중 80%를 보고했으며, 2007년 이후에는 93%를 기록했다. 주목할만한 많은 그린월이 기관 건물과 공공 장소에 설치되었다. 실외 및 실내 설치 모두 상당한 주목을 받고 있다. 2015년 현재 가장 큰 그린월은 2,700평방미터(29,063평방피트)에 달하며 멕시코 건축가 페르난도 로메로가 설계한 로스 카보스 국제 컨벤션 센터에 위치해 있다.

## 같이 보기
- 녹화 (조원술)
- 그린 빌딩
- 녹색장성
- 삼북방호림
- 옥상녹화
- 바빌론의 공중 정원
- 옥상정원
- 수직농업